# 見島
見島（みしま）は、山口県萩市に属する有人島である。

## 地理
山口県の最北端に位置しており、萩市沖北北西約45キロメートルの日本海上にある。
県内最北端ではあるが対馬海流の影響で瀬戸内側よりも平均気温が高く、県内では最も暖かい地域の一つとされる。冬は7.4℃（萩では5 - 6℃）と県内では類を見ないほどに暖かく、夏の気温は24.9℃（萩では26℃）と、県内の内陸山間地を除くと瀬戸内や北長門海岸域よりも低く過ごしやすい。ただし、冬の季節風が直接あたるため、体感温度はかなり厳しい。強風は県内でも多い方だが、自然災害としては干害の方が多い「裏日本」型の気候である。
なお、温暖な気候から海中では様々な種類の熱帯魚や珊瑚などを目にすることが出来る。また、冬にはシャチの目撃情報も報告されている。
本土からは天候の良い晴れた日に、沖合いにうっすらと浮かぶ見島を見ることが出来る。一説によると三つの島が並んでいるように見えたことから三島と呼ばれたのが名前の由来とも言われているが、これには諸説あるようだ。見える確率としては萩市中心部から見るよりも、隣りの長門市からのほうが見える日が多く、またはっきり見える。逆に見島から本土を眺めるとほとんどの日に中国山地の山々を見渡すことができる。島民の観察によると、ごく稀ではあるが、見島から見て本土西端にあたる下関市豊北町及び角島まで見渡すことができる日もあるという。
萩市には7つの島が存在するが、相島、大島、櫃島と並び、現在も人が住んでいる島である。見島はそれらの中で最も本州から遠い位置にある。また北長門海岸国定公園にも含まれている。古くから大陸との交易で栄え、約1000年の歴史がある。先祖が倭寇の出身者もいる島である。
見島北灯台（長尾ノ鼻）
見島北端の北緯34度47分51秒 東経131度07分52秒 / 北緯34.79750度 東経131.13111度に1962年（昭和37年）に建てられ、1963年（昭和38年）1月に初点灯した灯台。白色・四角形の形状で毎30秒に2閃光、800,000カンデラの光を放つ。高さは地上から頂部まで14.1メートル、水面から灯火までは57メートルある。1991年（平成3年）3月に改築されて現在に至る。
山口県の最北端の地でもあるここからは、南側を除く3方向に及ぶ大パノラマで水平線を見渡すことが出来るため、太陽が海から昇り海に沈むのを同じ場所から見ることができる、全国でも数少ない場所である。また、見島全景は牛のような形をしており、ちょうどこの北灯台の部分が鼻の先に当たる。
見島灯台
見島の最南端の高台にあたる北緯34度45分24秒 東経131度09分00秒 / 北緯34.75667度 東経131.15000度に建てられ、1934年（昭和9年）4月に初点灯した灯台。白色塔形のコンクリート造で、4秒毎に1閃光、5,000カンデラの光を放つ。高さは地上から頂部まで13.9メートル、水面から灯火までは81メートルある。1980年（昭和55年）3月に改築されて現在に至る。
観音平
宇津港から北に位置する高台の草原で、天然の高麗芝に覆われた美しい台地である。ここから長尾の鼻に向かう北東の海岸を見渡すことができる。
見島ダム（見島ゆりや湖）
見島南東部を流れ本村地区を流れる大谷川沿川の洪水対策と、島内への水道用水の安定供給を目的として建設され、2002年（平成14年）3月に竣工した、重力式コンクリートダムである。
堤高 31.0メートル、堤頂長 300.0メートル、堤体積 66,000立方メートル、総貯水容量 125千立方メートルという規模であり、離島に限ればかなり大規模な部類といえる。施設全体として環境に配慮した設計がなされ、花見の森、野鳥の林、野鳥観察小屋、亀の池、展望台などがもうけられ、さらに併設されている多目的広場は緊急用防災ヘリコプターのヘリポートとして、緊急患者の輸送にも役立っている。「見島ゆりや湖」で、平成14年度手づくり郷土賞（地域整備部門）受賞。
八里が瀬
見島の北約20キロメートルを中心とした海域が八里ケ瀬である。平均水深30 - 80メートル、東西約10キロメートルのこの瀬は、タイ、イサキ、青物の好漁場として知られ、近年ブームになっているクロダイ釣りでも数々の好記録が生まれている。
イクラゲ山
見島で最も標高が高い地点であり、181メートルである。航空自衛隊見島分屯基地がここに置かれている。

地図左上にある島が見島。
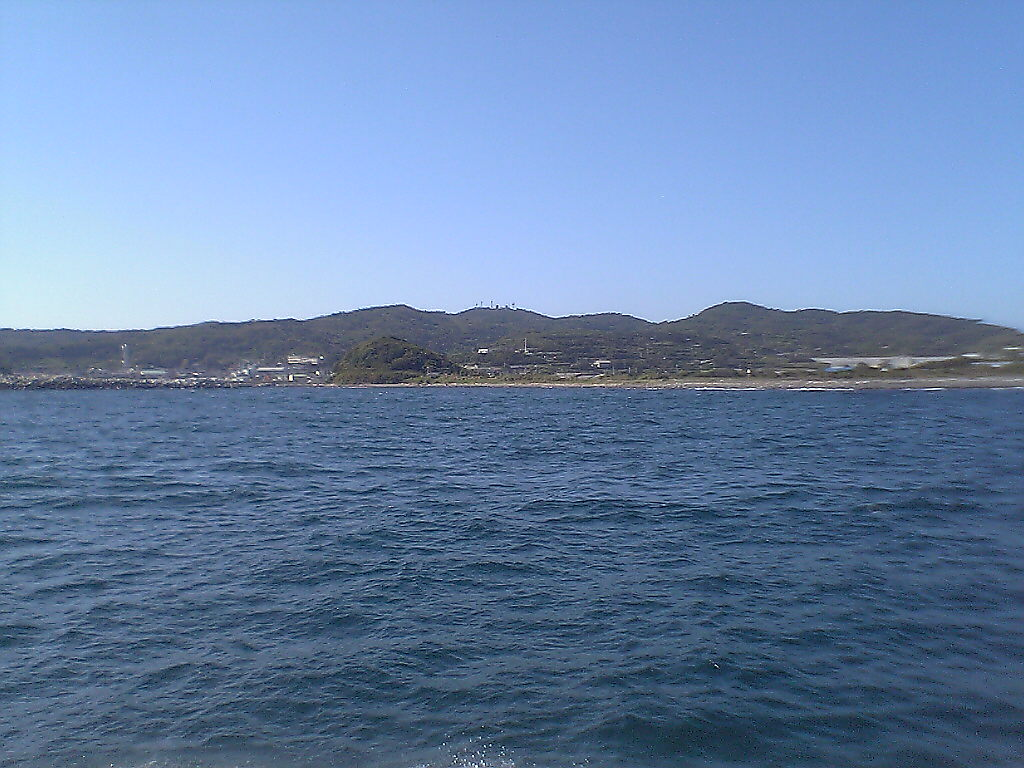
左半分に集落、右のほうにダムがある。
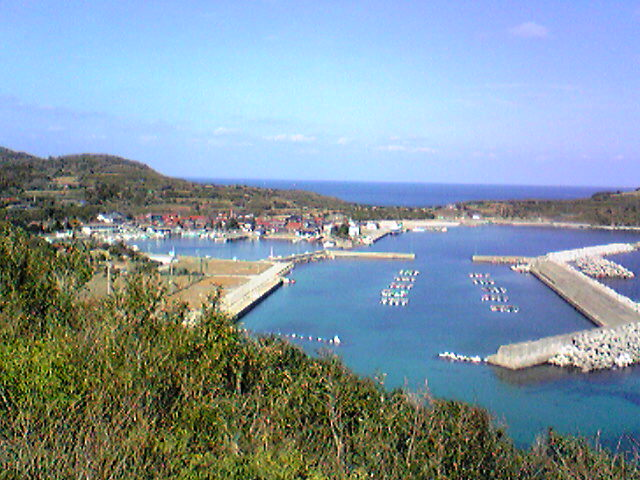
宇津港から写真左方向に集落が広がる。
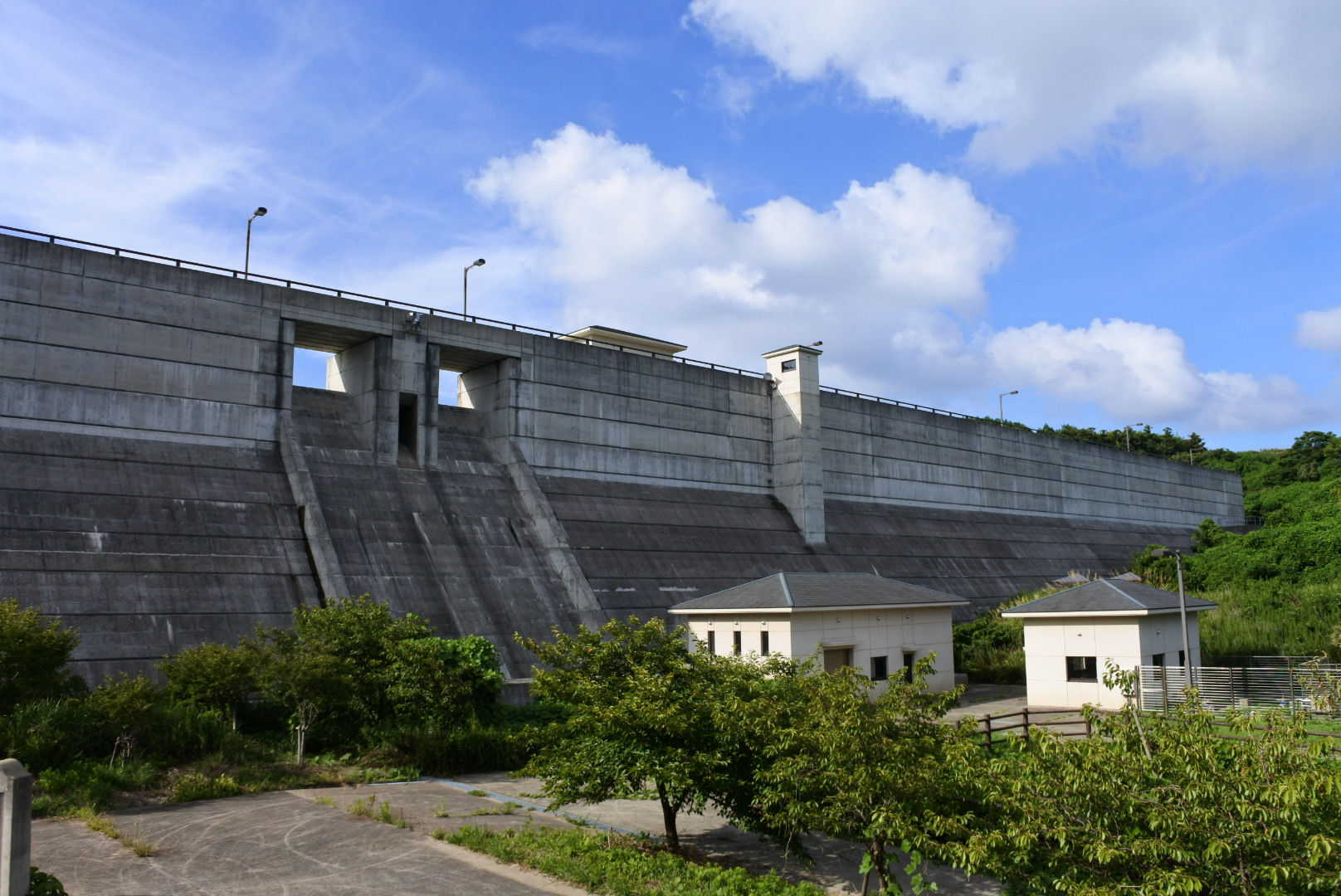
見島ダム

## 歴史
- 令制国一覧 > 山陽道 > 長門国 > 見島郡
- 日本 > 中国地方 > 山口県 > 見島郡

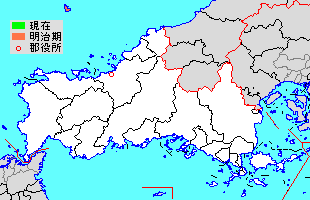
山口県見島郡の位置

- 寛文4年（1664年） - 長門国内の郡の統廃合により、大津郡から見島郡が分立。
- 明治初年 - 「旧高旧領取調帳」には見島地方・見島浦方に分かれて記載され、周防山口藩領であった。
- 明治4年7月14日（1871年8月29日） - 廃藩置県により山口県の管轄となる。
- 1879年（明治12年）1月6日 - 郡区町村編制法の山口県での施行により行政区画としての見島郡が発足。郡役所が阿武郡萩町に設置。
- 1889年（明治22年）4月1日 - 町村制の施行により、見島郡見島が単独で自治体を形成して見島村が発足。
- 1896年（明治29年）4月1日 - 郡制の施行のため、阿武郡・見島郡の区域をもって、改めて阿武郡が発足。見島村の所属郡が阿武郡に変更。
- 1955年（昭和30年）3月1日 - 阿武郡見島村が萩市に編入。同市大字見島となる。

## 生活環境

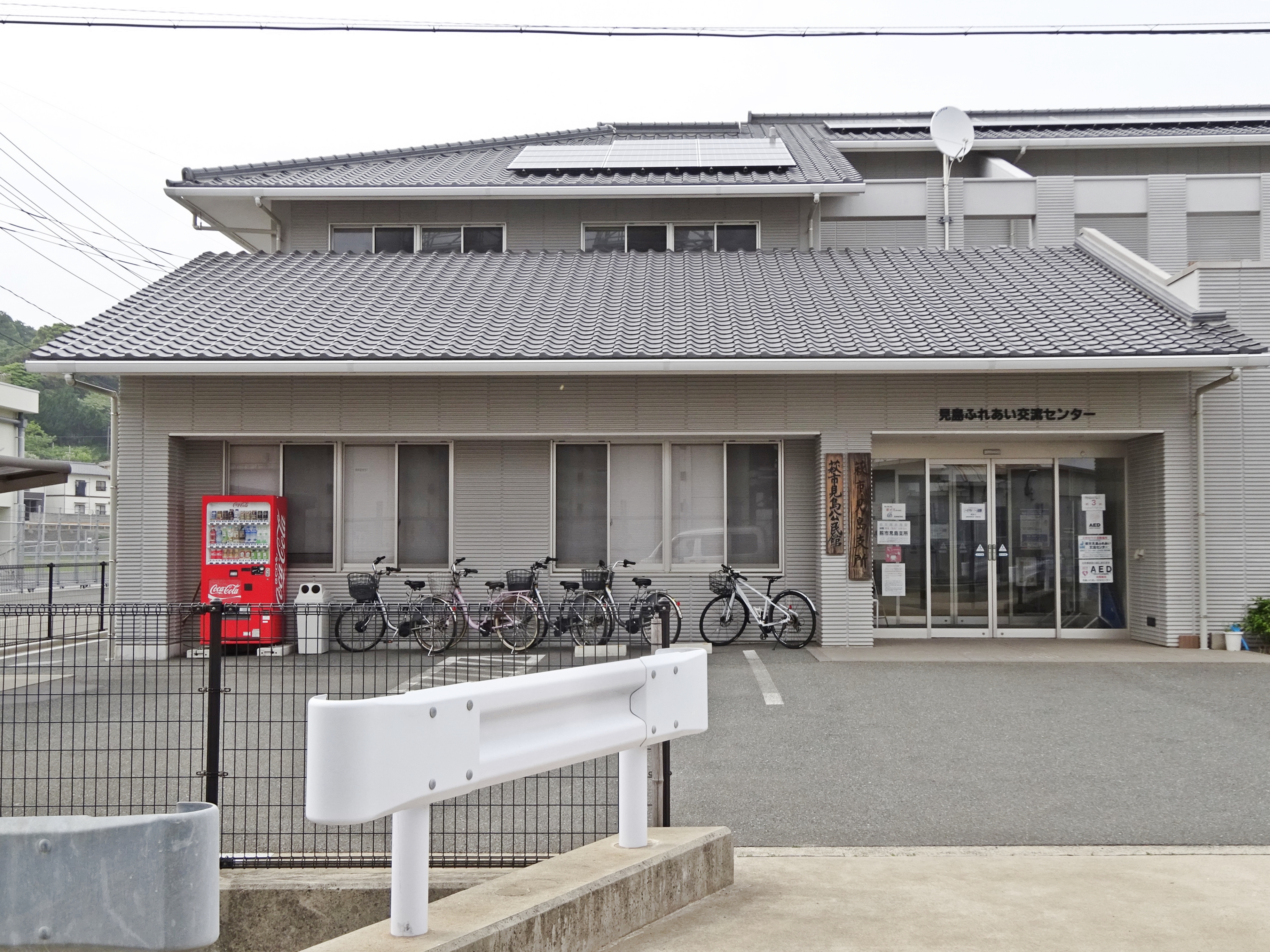
萩市見島支所

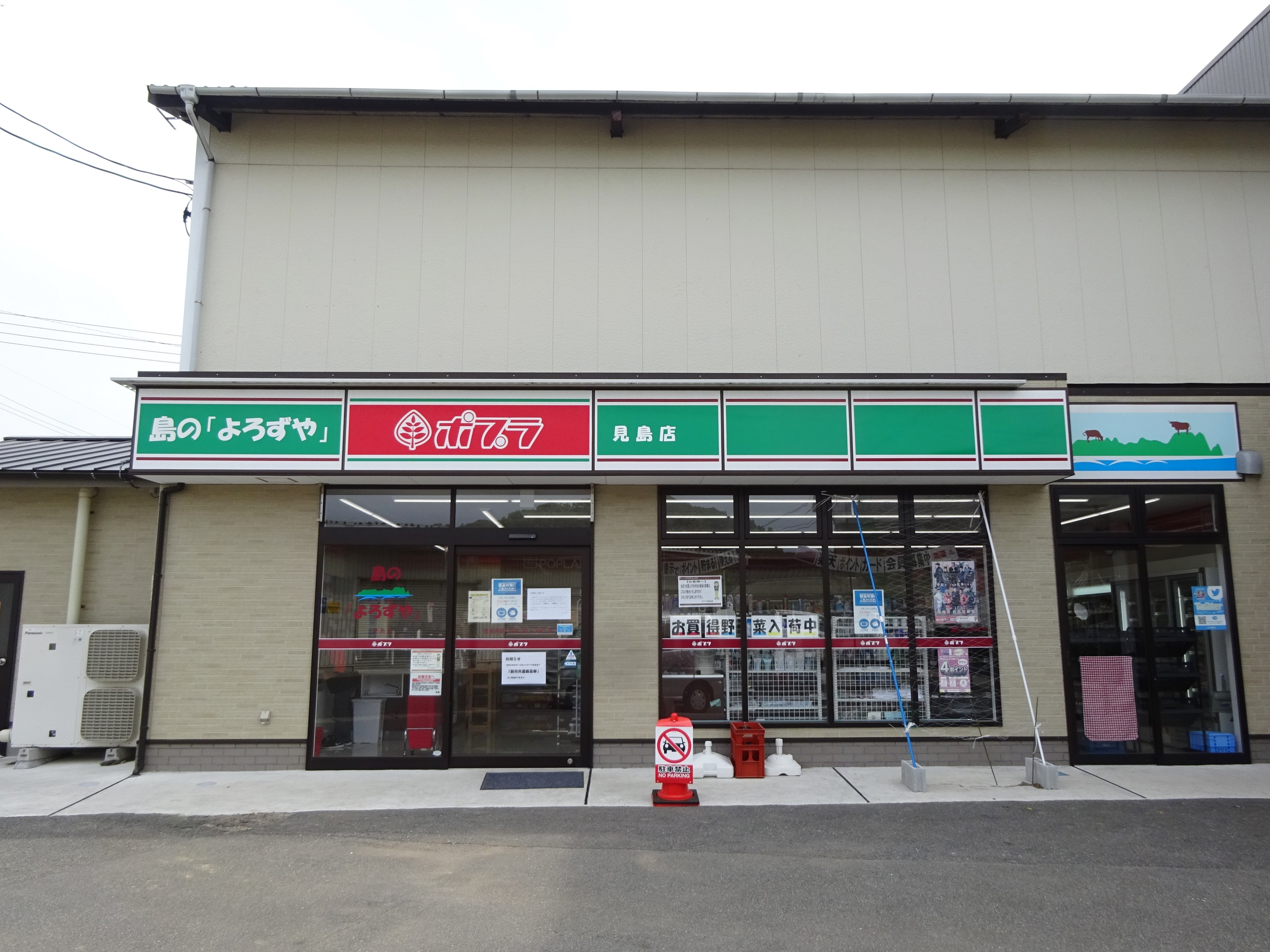
島のよろずや ポプラ見島店

2017年（平成29年）3月31日現在の人口は814人（住民基本台帳参照）。郵便番号は島内共通で758-0701であり、電話番号は0838-23-XXXXである。
南側にある本村（ほんむら）地区、北東側にある宇津（うつ）地区の二つの集落に分かれてほぼ全島民が住んでいるが、本村の北側・払子（はらこ）には航空自衛隊の基地（見島分屯基地）があり、そこで生活している島民がいる。
過去には本村と宇津でそれぞれ独自の生活環境が整っていたとみられるが、現在では主要な施設等はほぼ本村に集中しており、宇津には廃止・休止施設がいくつかそのまま残っている。
本村
集落のやや東寄りに位置する本村港が島の玄関となる。その真向かいに駐在所、そこから東50mほどのところに見島（火力）発電所があり、その北側に教育関係の施設が集中している。東から順に、見島小学校、見島保育園、見島中学校があり、同じ敷地内に見島公民館（見島総合センター）がある。港から北西方向に伸びる道沿いにはJA(給油施設もある)、市役所見島支所、NTT、郵便局、食堂などがあり、近辺には他に見島診療所、デイサービスセンターなどもある。山口県漁協（JF山口県）見島支店は南に面した漁港（本村港とは異なる）のすぐ際にある。本村港は地形及び防波堤の設計上、2つに分断された入り江を成しており、漁協はその間に挟まれた位置に当たる。
2020年（令和2年）4月4日、JA山口県が、コンビニエンスストアチェーンであるポプラとフランチャイズ契約を結び、『島のよろずや ポプラ見島店』をオープンさせた。もともとJA山口県見島事業所に隣接していた購買店舗（佐々木商店）があったが、事業継続が難しくなっていたこと、以前から島民よりJA・萩市に対して生活店舗設置の要望があったことが理由であるが、JAでは単独での事業開始は困難なことから、萩市、JF山口県はぎ統括支店と協議して、支店とともにコンビニ機能と食品の取り扱いが出来る生活店舗を改装し、開店にこぎつけた。営業時間は9:30 - 19:00で、24時間営業ではない。
そのほか、本村港から約1キロメートル東にごみ焼却施設も完備されている。
宇津
宇津港は集落の北東の端に位置している。すぐ隣りに宇津唯一の食堂がある。
集落の中心的な位置に漁協（JF山口県見島支店宇津支所）が建っており、売店を併設している。また、宇津唯一の給油施設もここにある。
スポーツ施設は北西側に見島体育館、南東側にグラウンドとゲートボール場の3施設がある。
宇津保育所、宇津図書室、見島診療所宇津分室などは使われていないが、建物は残っている。

## 産業
島の主たる産業は農業と水産業（漁業及び海産物加工業）で、観光業にも力を入れている。

### 農業
希少な日本在来牛である見島牛の飼育はここでしか見られない産業の目玉といえる。見島牛は天然記念物に指定されているため、島内で食肉化することはできず、出荷数も制限されている（そのかわり、本土では、見島牛とオランダの牛を交配した「見蘭牛」を食すことができる）。
一方、作物としてはキュウリの栽培が最も生産額が高く、農業の中心となっている。その他、米や葉たばこなども栽培している。

### 漁業
見島を取り巻く海域は大変潤った漁場であり、漁業が行われてきた歴史は長い。本村・浦地区では専業の漁師が多く、一本釣りに加え、延縄漁、建網漁、又あま漁など、四季を通じて何らかの仕方で漁をしている。土曜を除いて毎日夕方にかけどりが行われる。漁師と同様、農家の人でもサザエ、アワビを持ってきたら誰でも参加できて、サザエ等を漁協が買い取ってくれる。

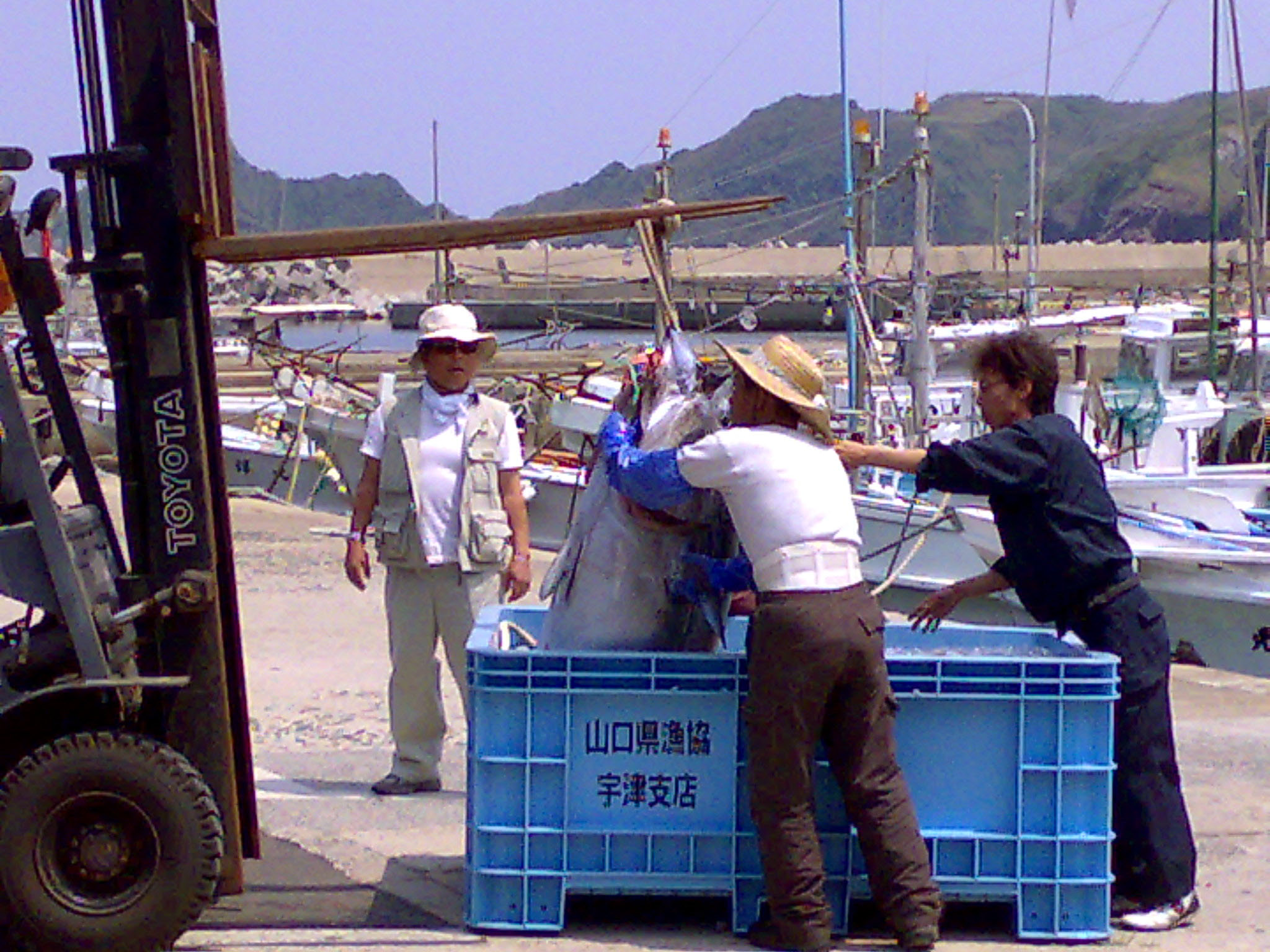
見島のクロマグロの陸揚げ風景

宇津地区では、農業と兼業している漁師が多い。マグロ釣りなどの一本釣り、あま漁、敷網漁をしている。マグロの一本釣りでは時折300キログラム前後の大物が釣れたと話題になる（宇津港待合所に写真がたくさん飾られている）。
そうした中で衰退してきた漁業もある。まき網、敷網漁業、またブリ餌付漁業といった人手が多く必要になる方式や、トビウオ流刺網漁業のような魚価の低下の影響が大きい漁業分野はすっかり廃れたようである。
2008年（平成20年）7月から8月、見島を含む萩市沖の海水温が異常に上昇し、漁業にもいくらかの異変が見られている。見島沖からほど近い仙崎漁港で熱帯性生物であり日本海では極めて珍しいとされるトビイカが水揚げされたとの話に漁業関係者は驚いており、また漁船上で短時間の選り分け作業をしている際に腐敗が見られる状況に、「いままでこんなことはなかった」と嘆く声も聞かれ、もう少し気温が下がるまで休漁して様子を見るという漁師も少なくない。

### 海産物加工業

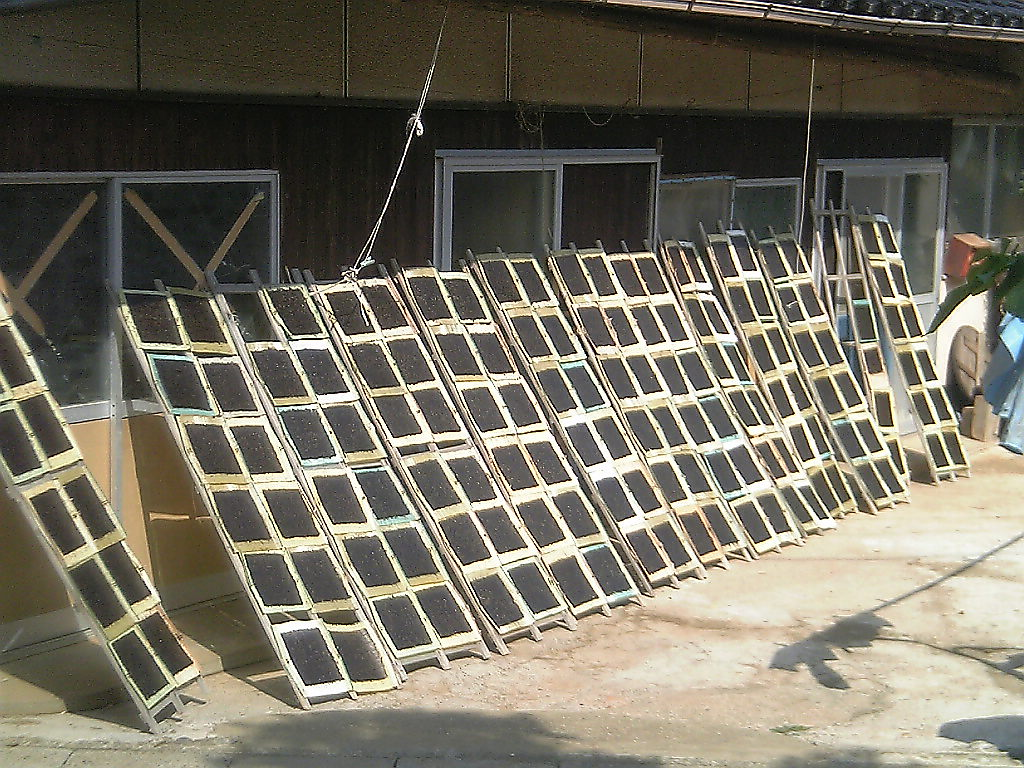
見島の海苔作りの風景

毎年11月の後半になると、四角い板状に形を整えられた海苔が何枚も干してある風景が見られる。特にこの頃の比較的早い時期に生産されるものが質のよいものとされ、貴重だという。作業は数か月続く。
同様に、イカの干物もあちらこちらで目にすることができる。
あま漁を行っている家庭では、収獲したウニを一家総出で処理する姿も見られる。ウニの種類によって採れるシーズンにずれがあるため、この作業もそこそこの期間続く作業とみられている。

### 観光業
島内には観光の目玉といえるものがいくらかあり、観光客の需要にある程度応えられるだけの宿泊施設がある。
本村地区には旅館が4件あり、うち3件は地物の海産物をふんだんに用いた料理を楽しむことができる。残りの1件は素泊まり客用だが、徒歩1分のところに雑貨・食品店があるので重宝されている。
宇津地区は旅館・民宿合わせて5件あり、その多くは宇津港や砂見田海岸の近辺に建っているのでダイバーや海水浴客にとって非常に便利な位置といえる。とはいえ、港湾をはさんだ向かい側に位置する民宿も送迎を常時行ってくれるので、大きな支障はない。
おみやげ物の店などは限られている。本村港に隣接したショップ、または各旅館等宿泊施設内で購入する必要がある。あるいは、邪道ではあるが、萩市本土側に戻ってから市内のショッピングセンターで見島の郷土品を購入することはできる。

### 建設業
公共建設事業は数社によって継続的に行われている。大規模なものとしては、まず自衛隊官舎の新築及び取り壊しの工事がある。2006年（平成18年）から徐々に進んでおり、見島小学校北側の傾斜地に建っていた一階建て長屋造りの官舎を取り壊し、跡地に3階建て24戸の集合住宅型の官舎が一棟建てられた。今後もう一棟建てることになっている。ちなみにすでに建てられたものがB棟、次に建つ予定のものがA棟である。需要の関係で、宇津集落南端の高台に建っていた同様の官舎も取り壊され、更地となっている。
別の工事としては山口県道300号宇津本村線の拡幅工事が徐々に行われている。同県道は二つの集落を結ぶ最重要な道路と言えるが、所々普通車同士のすれ違いが困難なところがあり、対策が望まれている。
もう一つの大型工事として本村港周辺の港湾整備がある。部分的に完成しているが、今後も更なる整備が計画されている。

## 交通

### 航路
萩港と見島の本村港・宇津港との間に萩海運による定期航路が春夏は1日3往復、秋冬は1日2往復運航されている。高速貨客船「ゆりや」で所要時間は宇津港 - 萩港間が約1時間10分。いずれも見島（宇津）始発で見島（宇津）に戻るダイヤとなっている。繁忙期の混雑を考慮し予約制を採っているが、予約をしていなくても乗船することは可能である。なお、乗船30分前までに港で手続きをしないと予約が無効となる。
悪天候の時には欠航になることも珍しくない。さまざまな気候条件に左右されるが、島民の間では波の高さ4メートルが暗黙の目安になっている。

### 道路
島内には県道が2本通っている。
- 県道
  - 山口県道300号宇津本村線
  - 山口県道325号宇津払子本村線

### 島内交通
通常、陸上の公共交通機関はない。本村港と宇津港の間は高速船を使って移動ができるものの、冬の閑散期ダイヤ以外は船の進行方向が一方的となり、宇津から本村への移動が難しい。したがって、島内観光・ビジネスなどで来島する人の多くは宿泊する旅館などで軽トラなどの自動車を借りて（おそらく要予約・有料）移動するようである。
例外的状況として2007年（平成19年）までは、夏の繁忙期に両港を結ぶバスが臨時運転されていた。100円で乗れるので大いに重宝され、本村に住む島民が宇津の海水浴場に行ったりするのに活躍していた。しかし、利用者のほとんどが料金不要の子どもたちであったことから経費を賄うことができず、2008年（平成20年）以降は運行を中止している。
ゆったりとした観光を楽しむのであればレンタサイクルを活用する方法もある。本村港隣接のショップで300円で借りることができる。また、自転車を船に載せて行く常連客もいるようである。荷物扱いで320円の別料金を支払う事によって運び込むことが出来る。レンタサイクルの場合は本村で借りたなら必ず本村に戻る必要が生じるが、自前の自転車持ち込みなら本村で船を降り、島内観光を十分に行なった後、宇津から船に乗って帰ることが可能になる。

## 観光・レジャー

### 季節ごとのもの

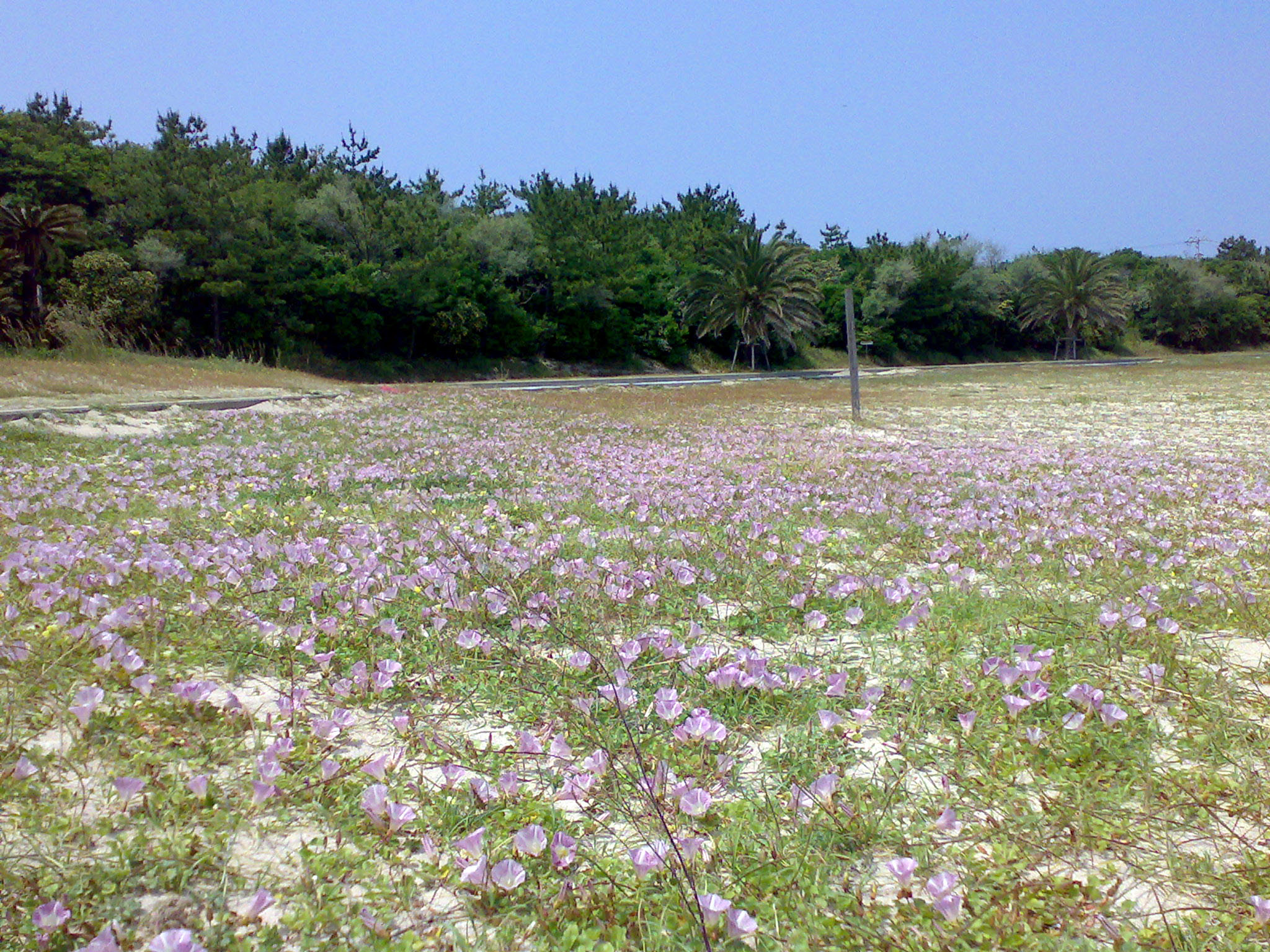
砂見田海岸

バードウォッチング
見島は渡り鳥の中継地として知られており、日本で確認されている野鳥550種のうち343種（亜種他含む）までもが見島で見られる。4月下旬には「バードウォッチングin見島」が見島観光協会主催で開催され、全国各地から野鳥や渡り鳥の珍しい種を求めてバードウォッチャーが訪れる。島全体がウォッチングポイントといえるほど広い範囲で観察できるが、とりわけ容易に観察できる場所としては、本村地区の八町八反、本村宇津間の旧道大峠付近、宇津地区の砂見田海岸付近、北灯台に向かう道中などがある。
島びらきまつり
毎年5月3日に本村港周辺で開かれ、本土から訪れる人たちを歓迎し、出店で賑わいを見せる。
砂見田海水浴場
白砂の海岸で非常に美しい。春から初夏にかけてはハマヒルガオの花が一面に咲き乱れ、素晴らしい景観となる。また、海水浴場に隣接して北側にはキャンプ場が整備されており、海を見ながらのキャンプファイアーや野外料理を楽しむことができる。
スキューバダイビング
見島付近は日本海特有の魚はもとより、暖かい対馬海流の影響で原色系の色鮮やかな熱帯魚、サンゴ類、ウミウシなども見られ、ダイバーにとって絶好のエリアと言える。宇津港の営業所兼待合所に隣接してダイビングステーションがあり、ライセンスの取得や体験ダイビングもできる。島民に対しては格安のライセンス取得コースも用意されている。さらにシーカヤックなども楽しめるようになっている。
凧揚げ
見島の伝統凧「鬼ヨーズ」を揚げるのだが、古くからある大凧に加え連凧もなかなかの見ものといえる。毎年10月の半ばには「全国凧揚げ大会in見島」が開催されて、大勢の参加者で賑わう。会場となるのは本村東側、八町八反と呼ばれる休水田地帯である。
萩クロマグロトーナメント
見島沖（八里が瀬）は日本有数のクロマグロの漁場として知られており、漁場保護および漁業者と遊漁関係者の相互理解を目的として、毎年11月頃このクロマグロ釣りの成果を競う催しとして開催されている。
近年は釣り好きとしても知られる俳優の松方弘樹がゲスト参加しており、2008年（平成20年）・2009年（平成21年）と2年連続で300kg超の超大物のクロマグロを釣り上げて優勝している。

### 史跡・その他
見島ジーコンボ古墳群
見島南東部、また本村の東側に広がる横浦海岸一帯に約200基もの古墳が並ぶ積石塚古墳群がある。7世紀から10世紀ごろのものと思われるこれらの古墳は高度な文化をもった指揮官クラスの墓ではないかと考えられている。ある見解では防人の墓とも言われている。
この名称ジーコンボの由来については有力な説が二通りあり、台湾語で共同墓地を意味する「地公墓」から来ているという見方と、じいさんを意味するジーコーという古い地元言葉の名残ではないかという見方のいずれかであろうと言われている。1984年（昭和59年）7月25日に国の史跡に指定された。
露兵漂着地記念碑
1905年（明治38年）、見島沖で日本海海戦が行なわれた際に撃沈したロシアのバルチック艦隊の乗組員55名がボートに乗って宇津海岸に漂着した。その中には重症者も10名含まれており、島民は「同じ海に生きる者として」治療と救護に尽くした。この人道的行為を誇り、賞賛する証しとして宇津海岸近くに記念碑が建てられている。
昭和天皇御製 ゆりや貝を詠う記念碑
「秋ふかき 海をへたて々ゆりやかひの すめる見島をはるか見さぐる」と詠われた記念碑が古牧台公園に建てられている。
見島のカメ生息地
見島はかつて本州の一部だったらしく、その根拠として見島のカメが引き合いに出される。見島小学校の北側にある「片くの池」に生息するイシガメ・クサガメがそれであり、国の天然記念物となっている。
見島の牛
室町時代頃に朝鮮半島から渡来し、現代まで異系交配されず飼育されてきたため、日本で最も古い和牛、原型と言われる。1928年（昭和3年）9月20日、国の天然記念物に指定されており、数は減っているがいまも保存会が保存に努めている。
おしあいの館
毎年7月28日の住吉神社例祭で行われていた勇壮な和船競漕の船「金波」「銀波」が展示されている。「住吉神社例祭記録」には1871年（明治4年）に「おしあい」が行われたと言う記録が残っており、当時の「おしあい」は、競争意識が強く船頭の裁量でこぎ手が選ばれていたとされている。

## 教育
保育園、小学校、中学校が設置されており、運動会などは保小中合同で行われる。なお高校がないため、中学を卒業すると本土の高校に進学することになる。
- 萩市見島保育園
- 萩市立見島小学校
- 萩市立見島中学校

## 放送・通信環境
放送
テレビの地上アナログ放送に関しては、立地から他県局電波の受信状態が良好で、他県で先行放送された番組に関しては本土よりも先に見ることができたという。しかし、県内波については出力の都合から本村地区の一部を除き萩中継局のある田床山からの電波が届きにくいため、のちに宇津地区と本村地区の小高い山にミニサテライト局が設置され、クリアに受信できるようになった。ただしこの時点で設置されたのはNHKとKRY、TYSのみ。FM3波とYABアナログ波に関しては設置されていない。ただし、FMのうち、エフエム山口はradikoが使用できる環境であれば聴取可能。また、KRYラジオも同様である。
地上デジタル放送については、2007年（平成19年）11月に本土側の萩市が地上デジタル放送対応になったのと時を同じくして見島もデジタル化された。また、2009年（平成21年）末に入ると見島2局のミニサテライト局もデジタル対応となり、これを機にYABがデジタル新局として開局している。
なお、萩市内であるが、見島全域は萩テレビ・萩市総合情報施設のエリア外となっている。
通信
インターネット環境については、NTT系のADSL（フレッツADSL）が利用できる。光ファイバー回線や他社のADSL回線は通じていない。
携帯電話はNTTドコモ、auの2社が島内最高地点のイクラゲ山に、SoftBankが本村集落に程近く小高い丘に中継局を建てている。本村においてはほとんど死角になる場所がなく安定した通話音質で会話することができるが、宇津には電波が届かないのが現状である。

## 郷土料理
- うに釜めし
- ぐべ汁
  - 見島みそを使用し、貝類を入れた味噌汁の一種。本来は嫁の皿という貝だけを使っていたとされるが、現在では、にいな貝、亀の手なども入っている。
- 見島たくあん
- ドンブラ漬け
- ドウラン漬け

## おもな出身者
- 瀧山久志 - ミュージカル俳優